# تمرین مقدماتی پاولو هومل
تمرین مقدماتی پاولو هومل (انگلیسی: The Basic Training of Pavlo Hummel) نمایشی از دیوید ریب است. این اولین نمایش از سه‌گانه او دربارهٔ جنگ ویتنام است. این نمایش در برادوی با کارگردانی دیوید ویلر و بازی آل پاچینو در نقش پاولو هومل انجام شد. نسخه بیرون برادوی با بازی ویلیام آترتون در نقش پاولو هومل اجرا شد. تمرین مقدماتی پاولو هومل برای اولین بار در مه ۱۹۷۱ به روی صحنه رفت و در آوریل ۱۹۷۷ توسط پاچینو بازآفرینی شد.
این نمایش درباره یک جوان نه‌چندان باهوش است، که وارد ارتش شده و با چالش‌هایی رو به رو می‌شود.